# Население Бурунди

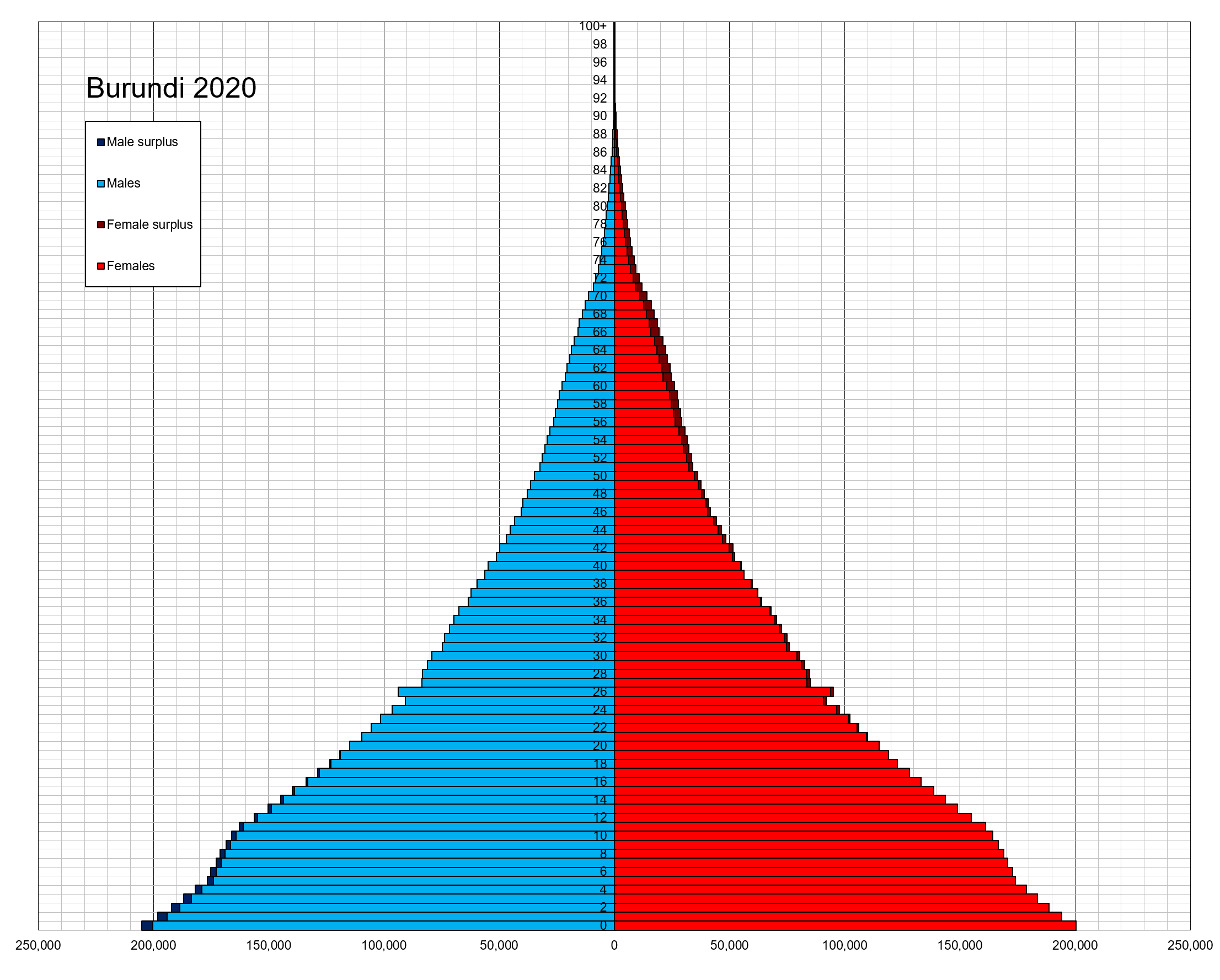
Возрастно-половая пирамида населения Бурунди на 2020 год

Население страны составляет 8 856 000 (2008), из которых 80,9 % — хуту, 15,6 % — тутси, 1,6 % — лингала, 1,0 % — пигмеи тва. Плотность населения — 323,4 человек на км². В городах проживает 10,0 % населения страны (2005).
В половом разрезе наблюдается преобладание женщин (51,18 %) над мужчинами (48,82 %) (2005). 45,1 % населения относится к возрастной группе до 15 лет, 29,0 % — от 15 до 29 лет, 13,7 % — от 30 до 44 лет, 8,2 % — от 45 до 59 лет, 3,2 % — от 60 до 74 лет, 0,7 % — от 75 до 84 лет, 0,1 % — 85 лет и выше (2005). Средняя продолжительность жизни (2005): 47,0 года (мужчины), 49,8 лет (женщины).
Рождаемость — 46 на 1000 жителей (2008), смертность — 16 на 1000 жителей (2008). Естественный прирост — 30 на 1000 жителей (2008). Младенческая смертность — 60,77 на 1000 новорожденных (2008).
Экономически активное население (2003): 3 464 000 человек (49,2 %).
Уровень миграции составляет минус 12,9 человек на 1000 жителей (или 80 000 убывших) (2000).

## Динамика численности населения
| Год            | Население  |
| -------------- | ---------- |
| 1              | 20 000     |
| 1000           | 100 000    |
| 1500           | 360 000    |
| 1750           | 1 007 000  |
| 1800           | 1 023 000  |
| 1850           | 1 062 000  |
| 1900           | 1 161 000  |
| 1910           | 1 185 000  |
| 1920           | 1 421 000  |
| 1930           | 1 706 000  |
| 1940           | 2 047 000  |
| 1950           | 2 362 522  |
| 1960           | 2 815 405  |
| 1970           | 3 521 913  |
| 1980           | 4 299 555  |
| 1990           | 5 505 113  |
| 2000           | 6 621 126  |
| 2007           | 8 390 505  |
| 2050 (прогноз) | 31 500 000 |
| 2100 (прогноз) | 56 000 000 |

## Религия

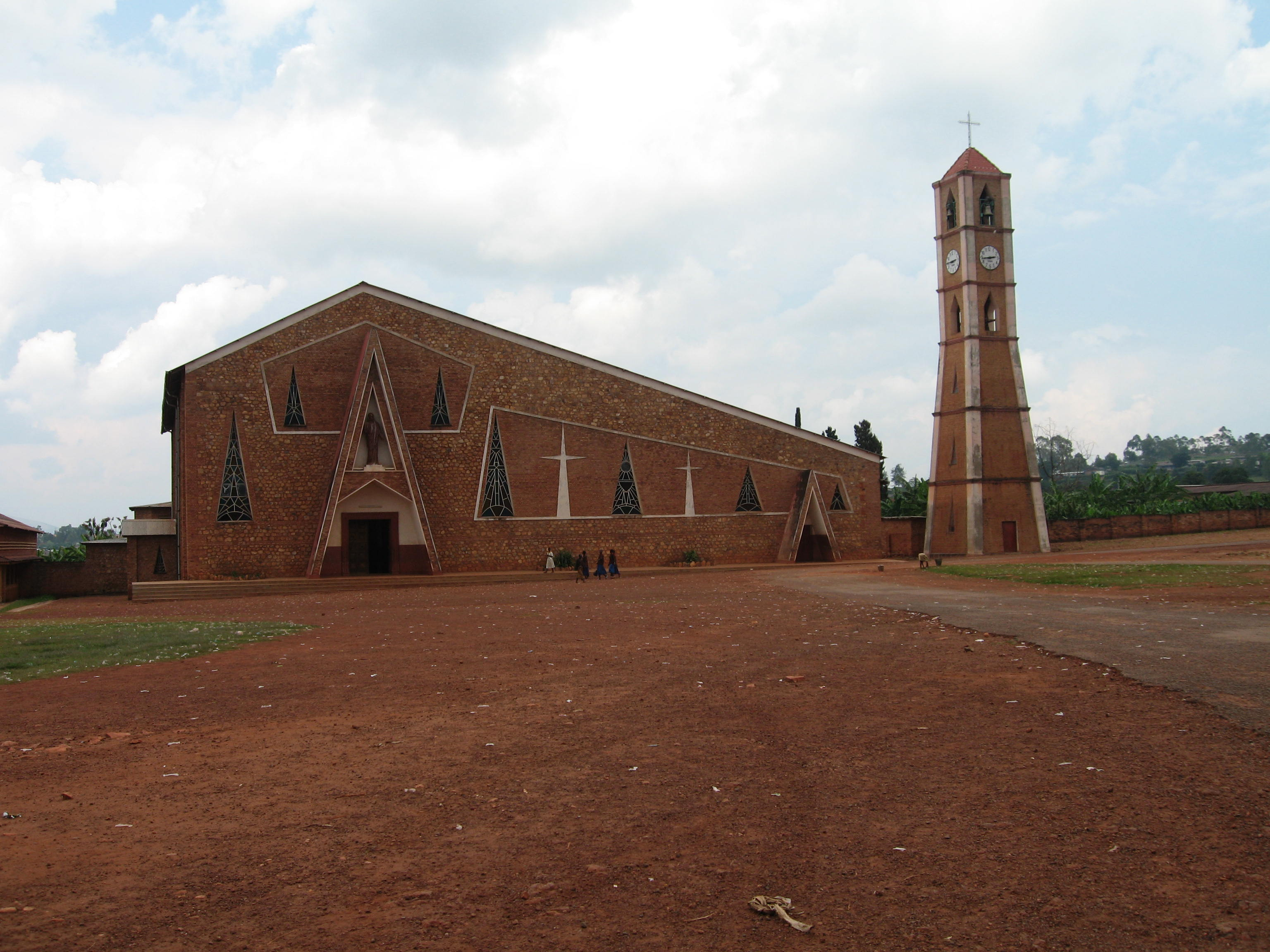
Церковь в Гитеге

Правительство Жан-Батиста Багазы (1976—1987) объявило католическую церковь как направленную про-хуту и ограничила литургии, запретила религиозные собрания без разрешения, национализировало католические школы, запретило католическое молодёжное движение и закрыло католические радио и газету. В 1986 году были объявлены вне закона Свидетели Иеговы и адвентисты седьмого дня. В сентябре 1987 года новый президент Бурунди Пьер Буйоя прекратил все преследования католической церкви. В настоящее время большая часть религиозных праздников, объявленных официальными, в основном, католические. В 2002 году Свидетели Иеговы и адвентисты седьмого дня были вновь признаны легальными миссионерскими группами, была конституционно закреплена свобода вероисповедования, главам большинства религиозных общин был предоставлен дипломатический статус.
Христианство исповедует 92,9 % % населения (2010). Самые крупные христианские конфессии составляют католики (5,85 млн) и пятидесятники (1 млн). Местных традиционных верований придерживаются 5,5 % жителей страны, мусульман — 130 тыс.
Традиционные верования основаны на вере в судьбу в лице Иманы, являющегося источником всей жизни и добра. Традиционная религия является формой анимизма, считается, что физические объекты имеют своих духов. Существует особое уважение к мёртвым предкам. У хуту их духи приходят со злыми намерениями, в вере тутси — влияние предков более мягкое. Скот также обладает духовной силой.

## Языки
Официальными языками в стране являются рунди и французский. В Бужумбуре также в качестве языка торговли распространён суахили, на нём говорят около 6 400 человек. Интересно, что на рунди говорят и хуту, и тутси.